# Juan Ramón Jara
Juan Ramón Jara Martínez (né le 6 août 1970 à Asuncion au Paraguay) est un joueur de football international paraguayen, qui évoluait au poste de défenseur.

## Biographie

### Carrière en sélection
Avec l'équipe du Paraguay, il joue 16 matchs (pour aucun but inscrit) entre 1993 et 1997. 
Il figure dans le groupe des sélectionnés lors des Copa América de 1993, de 1995 et de 1997, où son équipe atteint à chaque fois les quarts de finale.
Il participe également aux Jeux olympiques de 1992 organisés en Espagne, compétition lors de laquelle il joue quatre matchs.
Il joue enfin deux matchs comptant pour les tours préliminaires de la coupe du monde 1998.

## Palmarès
| Club Olimpia - Championnat du Paraguay (2) : - Champion : 1999 et 2000. - Copa Libertadores (1) : - Vainqueur : 2002. |  | Independiente - Supercopa Sudamericana (1) : - Vainqueur : 1995. - Recopa Sudamericana (1) : - Vainqueur : 1995. |